# 田晓天
田晓天（1988年2月27日—），中国大陆知名女演员。

## 生平
2009年，田晓天在上海拍摄偶像剧时，被剧组冠之以“捣蛋鬼”可爱称号。
2010年，田晓天被邀拍摄时尚大片，拍摄地点在北京市世贸天阶，演绎一个健康、阳光的九零后女孩。

## 作品

### 电影
| 年份   | 中文名称   | 角色   | 备注 |
| ------ | ---------- | ------ | ---- |
| 2011年 | 青春失乐园 | 小天   |      |
| 2012   | 青春荷尔蒙 | 林妙妙 |      |
| 2016   | 陌生访客   | 璐     |      |
| 2016   | 刑心师     |        |      |
| 2016   | 人鱼校花   |        |      |